# ماتی مکلا
ماتی مکلا (فنلاندی: Matti Mäkelä؛ زادهٔ ۱۴ ژانویهٔ ۱۹۳۹) بازیکن فوتبال اهل فنلاند بود.
وی همچنین در تیم ملی فوتبال فنلاند بازی کرده‌است.